# Gears of War 2
Gears of War 2 — відеогра жанру шутера від третьої особи, розроблена компанією Epic Games і видана Microsoft Game Studios ексклюзивно для консолі Xbox 360. Вихід відбувся 7 листопада 2008 року в Північній Америці, Європі, і Австралії, і 30 липня 2009 року в Японії.
Сюжет продовжує події Gears of War: хоча наступ Сарани на поверхню планети Сера вдалося зупинити, міста починають провалюватись під землю. Маркус Фенікс, Домінік Сантьяго та їхній загін отримують завдання знайти та зупинити джерело лих.

## Ігровий процес

### Основи
Як і в Gears of War, гравець керує бійцем Маркусом Феніксом, що бореться з численними ворогами шляхом стрілянини та командування своїм загоном. Гра зосереджена на позиційних перестрілках, де персонажі повинні переміщуватися від укриття до укриття та здійснювати короткочасні вилазки. При кооперативній грі другий гравець керує його напарником Домініком Сантьяго.
В Gears of War 2 розширився набір зброї — додалися скорострільний кулемет, вогнемет, пістолет «Горгона», мортира і чорнильна граната, що отруює територію. З'явилась можливість прикриватися пораненими ворогами.

### Багатокористувацька гра
- «Зона бойових дій» (англ. Warzone) — гравці поділяються на команди людей та монстрів Сарани. Загиблі не відроджуються до кінця раунду. Метою є знищити всіх бійців протиборчої команди.
- «Страж» (англ. Guardian) — гравці поділяються на команди, кожна з яких отримує лідера. Метою є знищити всіх бійців протиборчої команди. Коли команда втрачає лідера, її учасники втрачають здатність відроджуватись.
- «Напарник» (англ. Wingman) — до п'яти команд з двох учасників змагаються в наборі очок за знищення противників. Убивства можливі лише в ближньому бою, або єдиним смертельним пострілом. У випадку нічиєї грається додатковий раунд.
- «Покора» (англ. Submission) — метою команд є перемогти та захопити озброєного ворога, після чого доставити його у вказане місце. При цьому ворога можна використати як щит, але коли він поглине певну кількість атак, то виривається і продовжує боротьбу з повним запасом здоров'я.
- «Страта» (англ. Execution) — те саме, проте застрелені бійці певний час вважаються пораненими та можуть бути повернені в бій іншими учасниками команди. З першого разу вбити бійця можна тільки в ближньому бою.
- «Анексія» (англ. Annex) — команди змагаються за володіння точками, що приносять переможні очки. Перемагає команда, що першою набере потрібну кількість очок. Тут палі бійці можуть одразу повернутися в бій, не чекаючи завершення раунду.
- «Цар гори» (англ. King of the Hill) — команди змагаються за володіння єдиною точкою. Що довше команда нею володіє, то більше отримує переможних очок на свій рахунок. Точка вважається у власності команди, якщо біля неї лишається принаймні один ворожий боєць. Тут палі бійці також можуть одразу повернутися в бій, не чекаючи завершення раунду.
- «Орда» (англ. Horde) — до п'яти учасників разом протистоять 50 хвилям Сарани. З кожною хвилею кількість і сила ворогів зростає. Між хвилями боєзапас зброї та припаси в ящиках поповнюються[1].

## Сюжет
Після підриву світломасової бомби у вузлі тунелів Сарани чудовиська втратили мобільність. Та після цього по планеті почали поширюватись отруйні випари імульсії, спричиняючи «легеневе іржавіння» (англ. Rustlung). Міста почали загадковим чином провалюватись під землю, в чому вбачаються підступи Сарани. У загін «Дельта», де служить Маркус Фенікс, прибуває поповнення — Бен Кармайн, брат зниклого Ентоні Кармайна. Їхньою першою місією є захист лікарні міста Хасінто, що стоїть на міцній гірській породі. Бійцям вдається змусити Сарану тікати, скориставшись цим Домінік Сантьяго намагається розшукати свою дружину, Марію, в чому йому допомагає Аня Штрауд, зв'язкова загону «Дельта» в Штабі Коаліції. У цей момент Голова Коаліції Річард Прескот оголошує, що розроблено план контрнаступу на вцілілі тунелі Сарани.
Загін «Дельта» зустрічає Діззі Валлін, колишнього вигнанця, водія землерийних машин. Біля кладовища, де ґрунт м'який, бійці планують сісти в бурові капсули і проникнути до ворожих тунелів. Але Сарана виривається на поверхню, тож «Дельта» встряє у бій проти генерала Скорджа, наступника Раама. «Триби» сідають у капсули, не дочекавшись Тая Калісо. Після спуску загін «Дельта», що складається з Маркуса Фенікса, Домініка Сантьяго і Бенджаміна Кармайна, виявляє, що Сарана використовує гігантського черва для обвалення людських міст під землю. Хасінто це втім не загрожує, бо місто стоїть на гранітному щиті. Досліджуючи провал на місці міста Іліма, загін потрапляє в засідку Сарани, але їх рятує Август Коул. Розшукуючи загін Деймона Бейрда, вони бачать, що Сарана забирає під землю полонених. Незабаром вони знаходять і звільняють Бейрда. Піднявшись на борт тюремної баржі Сарани, вони виявляють закатованого Тая, що здійснює самогубство. Під час спроби евакуюватися на вертольоті їх проковтує черв. Опинившись всередині, загін Фенікс, придумує вразити серце черва, чим зупинити його назавжди. Сердець, однак, виявляється три. Прокладаючи собі шлях нутрощами черва, «Триби» врешті знаходять обпеченого шлунковими соками Ентоні, вбивають черва та прорізають вихід в його боку.
Загін отримує повідомлення про виявлення Нексуса — місця, звідки керується Сарана. Домініку та Маркусу вдається проникнути на покинуту військову базу, обійшовши системи безпеки. Досягнувши головної лабораторії, вони дізнаються, що на базі утримували істот, схожих на сарану. Нападає Сарана, Домінік з Маркусом обороняються, поки Беард лагодить танк, на якому загін і покидає базу.
Герої вирушають на гору Кадар, де знаходиться таємний вхід до Нексуса. Подолавши охорону, загін зустрічає Франкліна та війська Коаліції. Франклін повідомляє, що дружина Домініка може бути в концтаборі, тож Домінік змінює маршрут. Дорогою обоє проходить через озера, де вбиває велетенську рибу Левіафана. Вони зауважують, що Сарана остерігається імульсії.
Проникнувши в концтабір, Домінік виявляє там свою дружину Марію, але вона поранена та знесилена. Домінік прощається з нею і застрелює аби позбавити від страждань. Домінік з Маркусом входять до тунелів Нексуса, звідки передають свої координати командуванню. Возз'єднавшись з Коулом і Бердом, загін «Дельта» дізнається, що Сарана веде під землею війну з Сяйливими — мутованою під дією імульсії Сараною. Лігво цих чудовиськ знаходиться саме під Хасінто. Зламавши термінал, загін розкриває, що батько Маркуса — професор Адам Фенікс, співпрацював з королевою Сарани. Він розробив план пожертвувати Хасінто, щоб морська вода з його берегів залила мережу тунелів Сарани. Та зайнятий розробкою орбітального супутника «Молот світанку», Адам відклав цей задум. Намагаючись врятувати свій народ від Сяйливих, королева почала вторгнення на поверхню.
Досягнувши тронного залу королеви Сарани Мірри, загін знищує її охорону. Королева каже, що штурм Нексуса приречений на провал, адже починається штурм Хасінто. Королева кличе на допомогу Скорджа та тікає. Маркус наказує Коулу і Берду переслідувати її, а сам лишається з Домініком зупинити Скорджа. Після бою генерал Сарани тікає, «Дельта» чимдуж вирушає врятувати Хасінто.
«Дельта» допомагає полковнику Хоффману відбитися від Сарани, та основні ворожі сили вже на підході. Загін вирішує обвалити місто раніше королеви з допомогою ядерної бомби та «Молота світанку». Коул і Берд готують бомбу, а Маркус і Домінік захоплюють чудовисько Брумака, щоб дістатись у порожнини під містом, де бомба буде закладена. Та Брумак під дією підземної імульсії швидко мутує і збиває гелікоптер з запалом для бомби. Тож Маркус використовує «Молот світанку», щоб підірвати Брумака та озеро імульсії навколо. Вибух обрушує місто, котловину на його місці швидко затоплює море, заливаючи і тунелі разом з Сараною та Сяйливими. Маркус намагається зв'язатися з Анею Штрауд, а згодом бачить її на гелікоптері. Вцілілі на катерах і гелікоптерах вирушають на пошуки нового дому.
Королева Сарани коментує ці події словами, що героям навряд чи вдасться вижити, бо вони самі знищили все, що їм було дороге. Після титрів Адам Фенікс шле сину повідомлення про те, що знищення Хасінто, можливо, створило ще більшу загрозу людству.

## Оцінки й відгуки
| Агрегатор    | Оцінка |
| ------------ | ------ |
| GameRankings | 93.32% |
| Metacritic   | 93/100 |

| Видання                  | Оцінка |
| ------------------------ | ------ |
| 1Up.com                  | A      |
| Computer and Video Games | 9.3/10 |
| Edge                     | 9/10   |
| Eurogamer                | 9/10   |
| Game Informer            | 9/10   |
| GamePro                  | [ 9 ]  |
| GameRevolution           | [ 10 ] |
| GameSpot                 | 9.0/10 |
| GameSpy                  | [ 12 ] |
| GameTrailers             | 9.5/10 |
| Giant Bomb               | [ 14 ] |
| IGN                      | 9.5/10 |
| X-Play                   | [ 16 ] |

Gears of War 2 здобула загальне визнання критиків, отримавши середню оцінку 93.32 % на агрегаторі GameRankings, і 93/100 на Metacritic.
IGN та Eurogamer особливо високо оцінили режим «Орди». X-Play відзначили гру за «вдосконалену систему укриттів» і кооперативний сюжетний режим, а також розширення арсеналу та виконання багатокористувацької гри. Game Informer назвали однокористувацьку кампанію «заворожливою», крім того відзначивши кооперативну гру та різноманітність режимів мультиплеєру